# Asterix auf Korsika
Asterix auf Korsika (französischer Originaltitel: Astérix en Corse) ist der 20. Band der Asterix-Reihe, die vom Autor René Goscinny und Zeichner Albert Uderzo produziert wurde und 1973 in der französischen Zeitschrift Pilote erschien. Die Geschichte handelt von der Reise der beiden Helden Asterix und Obelix nach Korsika, wo sie gemeinsam mit den Einheimischen gegen die römische Besatzungsmacht kämpfen.

## Handlung
Die Bewohner des gallischen Dorfes geben aus Anlass des Jahrestages der Schlacht von Gergovia ein Fest, zu dem viele Freunde von außerhalb eingeladen sind und somit verschiedene Figuren früherer Asterix-Bände erscheinen (u. a. Teefax, Kneipix und Alkoholix). Als besondere Überraschung  möchten die Gallier ihren Freunden eine Prügelei mit der örtlichen römischen Garnison bieten. Aus diesem Anlass ziehen sich die Garnisonen normalerweise zum Manöver ins Hinterland zurück. Kurz vor dem Ausrücken aus Babaorum trifft dort aber ein Zenturio im Sonderauftrag des Prätors Crassus Vampus mit dem verbannten Korsen Osolemirnix ein, um dort eine Nacht zu verbringen. Er verlangt, dass die Garnison den Verbannten eine Nacht bei sich behält und verabschiedet sich seinerseits ins Manöver, nachdem der Garnisons-Zenturio den Grund für das Manöver genannt hat. Nachdem Asterix und Obelix festgestellt haben, dass alle Römerlager verlassen sind, freuen sie sich, dass in Babaorum noch Römer anwesend sind. Den Gästen kann daher Zaubertrank serviert und Babaorum angegriffen werden. Bei dieser Gelegenheit befreien sie Osolemirnix, der zwar vom Garnisons-Zenturio von seinen Ketten befreit wird, das Lager aber erst nach seiner Siesta verlassen will. Dieser möchte in seine Heimat Korsika zurückkehren. Asterix und Obelix begleiten ihn. 
Die Römer auf dieser Insel sind, mit Ausnahme des übereifrigen Studicus, zumeist desillusioniert und apathisch – da größtenteils strafversetzt. Crassus Vampus plant, mit den Steuereinnahmen zu verschwinden, aber Asterix gelingt die unglaubliche Leistung, die zerstrittenen korsischen Sippenoberhäupter (wenigstens vorübergehend) zu versöhnen und zum – letztlich siegreichen – Kampf gegen die Römer zu überreden. Nach der Rückkehr ins Dorf endet der Band mit dem traditionellen Festmahl.

## Veröffentlichung
Die Geschichte erschien erstmals im Jahr 1973 in den Ausgaben 687–708 des Magazins Pilote. Im gleichen Jahr kam der Comic als Album bei Dargaud in Frankreich heraus und wurde in Deutschland im Magazin MV Comix des Egmont Ehapa Verlags veröffentlicht. 1975 wurde die Geschichte auch in Deutschland als Album veröffentlicht. Asterix auf Korsika wurde in viele weitere Sprachen übersetzt, darunter Englisch, Arabisch, Russisch, Spanisch und Türkisch.